# Edgar, Duque de Cambridge
Edgar Stuart, Duque de Cambridge (Londres, 14 de setembro de 1667 - Surrey, 8 de junho de 1671), foi o quarto filho de Jaime, duque de Iorque (mais tarde Jaime II de Inglaterra) e sua primeira esposa Ana Hyde. Ele foi o segundo na linha de sucessão aos tronos inglês e escocês.

## Biografia
Edgar nasceu em 14 de setembro de 1667 no Palácio de St. James, Londres. O nome "Edgar" tinha raízes antigas nas monarquias inglesa (Edgar, o Pacífico) e escocesa (Edgar, rei da Escócia). Em 7 de outubro de 1667, ele foi criado Duque e Conde de Cambridge e Barão de Dauntsey. Seu irmão mais velho, Carlos morreu aos seis meses de idade em 1661 antes da aprovação da patente do título de duque de Cambridge e outro irmão, Jaime foi formalmente criado duque de Cambridge antes de sua morte em 1667 aos três anos de idade. Os títulos de Edgar foram extintos até o nascimento de outro filho, também chamado Carlos, em 1677.
Sua mãe ficou doente nos meses seguintes ao seu nascimento e nunca se recuperou completamente, embora tenha dado à luz duas vezes mais filhas que morreram antes do primeiro aniversário; ela morreu em 13 de março de 1671. Edgar morreu no Richmond Palace em 8 de junho de 1671 e foi sepultado no cofre real na Abadia de Westminster em 12 de junho de 1671, com seu caixão sobre o de sua mãe.

## Legado
A cidade de Edgartown, Massachusetts, em Martha's Vineyard, estabelecida em 1642, recebeu seu nome quando incorporada em 1671, pouco antes das notícias de sua morte chegarem à América do Norte. Martha's Vineyard era então parte da colônia proprietária de Nova Iorque, presente ao pai de Edgar, o Duque de Iorque, em 1664, por Carlos II.